# Konrad Ramshorn
Konrad Ramshorn (* 26. Januar 1909 in Leipzig; † 1978) war ein deutscher Botaniker und Hochschullehrer.

## Leben und Wirken
Nach dem Schulabschluss studierte Ramshorn. Im Jahr 1934 wurde der an der Universität Leipzig zum Dr. phil. promoviert. 1957 habilitierte er sich an der Martin-Luther-Universität Halle-Wittenberg. An der Humboldt-Universität zu Berlin erhielt er 1960 eine Professur mit Lehrauftrag für Botanik. Gleichzeitig wurde er Direktor des Instituts für Allgemeine Botanik an der Humboldt-Universität Berlin. 1961 erfolgte seine Ernennung zum ordentlichen Professor.

## Schriften (Auswahl)
- Zur elektro-physiologischen Theorie des Wachstums bei Pflanzen. Leipzig 1934.
- Experimentelle Beiträge zur elektrophysiologischen Wachstumstheorie. Würzburg 1934.
- Zur partiellen seroben Gärung in der Wurzel von Vicia faba. Halle/Saale 1957.
- Über die Abhängigkeit des Gaswechsels und Streckungswachstums abgetrennter Wurzelspitzen von der Zuckerquantität und der Sauerstoffspannung. In: Flora 147 (1959), S. 429–444.